# Alliance pour l'Europe des nations
 (signalé en août 2025).
Si vous disposez d'ouvrages ou d'articles de référence ou si vous connaissez des sites web de qualité traitant du thème abordé ici, merci de compléter l'article en donnant les références utiles à sa vérifiabilité et en les liant à la section « Notes et références ».
- Archive Wikiwix
- Bing
- Cairn
- DuckDuckGo
- E. Universalis
- Gallica
- Google
- G. Books
- G. News
- G. Scholar
- Persée
- Qwant
- (zh) Baidu
- (ru) Yandex
- (wd) trouver des œuvres sur Wikidata

Pour les articles homonymes, voir AEN.
Ne doit pas être confondu avec Europe des nations et des libertés ou Groupe pour l'Europe des nations.
L'Alliance pour l'Europe des nations (AEN) était un parti politique européen de sensibilité eurosceptique, fondé en 2002 et reconnu jusqu'en 2009. 
Ses membres siégeaient au Parlement européen au sein du groupe Union pour l'Europe des nations.
La plupart des membres d'AEN se sont inscrits aux groupes CRE et ELD après les élections de juin 2009, et faute de membres en nombre suffisant, le statut de parti politique européen lui a été retiré en 2009-2010.

## Membres
| Pays       | Parti                                       | Nom local                                  | Députés européens | Après 2009                               |
| ---------- | ------------------------------------------- | ------------------------------------------ | ----------------- | ---------------------------------------- |
| Albanie    | Parti républicain d'Albanie                 | Partia Republikane e Shqipërisë            | NC                |                                          |
| Chypre     | Mouvement démocrate combattant              | Αγωνιστικό Δημοκρατικό Κίνημα              | 0                 | aucun                                    |
| Danemark   | Parti populaire danois                      | Dansk Folkeparti                           | 1                 | MELD                                     |
| Estonie    | Union populaire estonienne                  | Eestimaa Rahvaliit                         | 0                 | aucun                                    |
| France     | Rassemblement pour la France                |                                            | 0                 | aucun                                    |
| Grèce      | Front hellénique                            | Elliniko Metopo                            | 0                 |                                          |
| Hongrie    | Parti provincial et civique hongrois        |                                            | 0                 |                                          |
| Irlande    | Fianna Fáil                                 | Fianna Fáil – The Republican Party         | 4                 | ELDR                                     |
| Israël     | Likoud                                      |                                            | NC                |                                          |
| Israël     | Israel Beytenou                             |                                            | NC                |                                          |
| Italie     | Alliance nationale                          | Alleanza Nazionale                         | 8                 | dissolution dans le Peuple de la liberté |
| Italie     | Ligue du Nord                               | Lega Nord per l'Indipendenza della Padania | 4                 | MELD                                     |
| Lettonie   | Pour la patrie et la liberté                | Tēvzemei un Brīvībai/LNNK                  | 4                 | ACRE                                     |
| Lituanie   | Ordre et justice                            | Tvarka ir teisingumas                      | 1                 | MELD                                     |
| Lituanie   | Union populaire agraire lituanienne         | Lietuvos valstiečių liaudininkų sąjunga    | 1                 | aucun                                    |
| Luxembourg | Parti réformiste d'alternative démocratique | Alternativ Demokratesch Reformpartei       | 0                 | ACRE                                     |
| Pologne    | Droit et justice                            | Prawo i Sprawiedliwość                     | 7                 | ACRE                                     |
| Slovaquie  | Parti national slovaque                     | Slovenská národná strana                   | 0                 | MELD                                     |
| Slovaquie  | Mouvement pour la démocratie                | Hnutie za demokraciu                       | 0                 | aucun                                    |
| Ukraine    | Congrès des nationalistes ukrainiens        | Kongres Ukrajins'kych Natsionalistiv       | NC                | aucun                                    |